# Gerd Heidemann

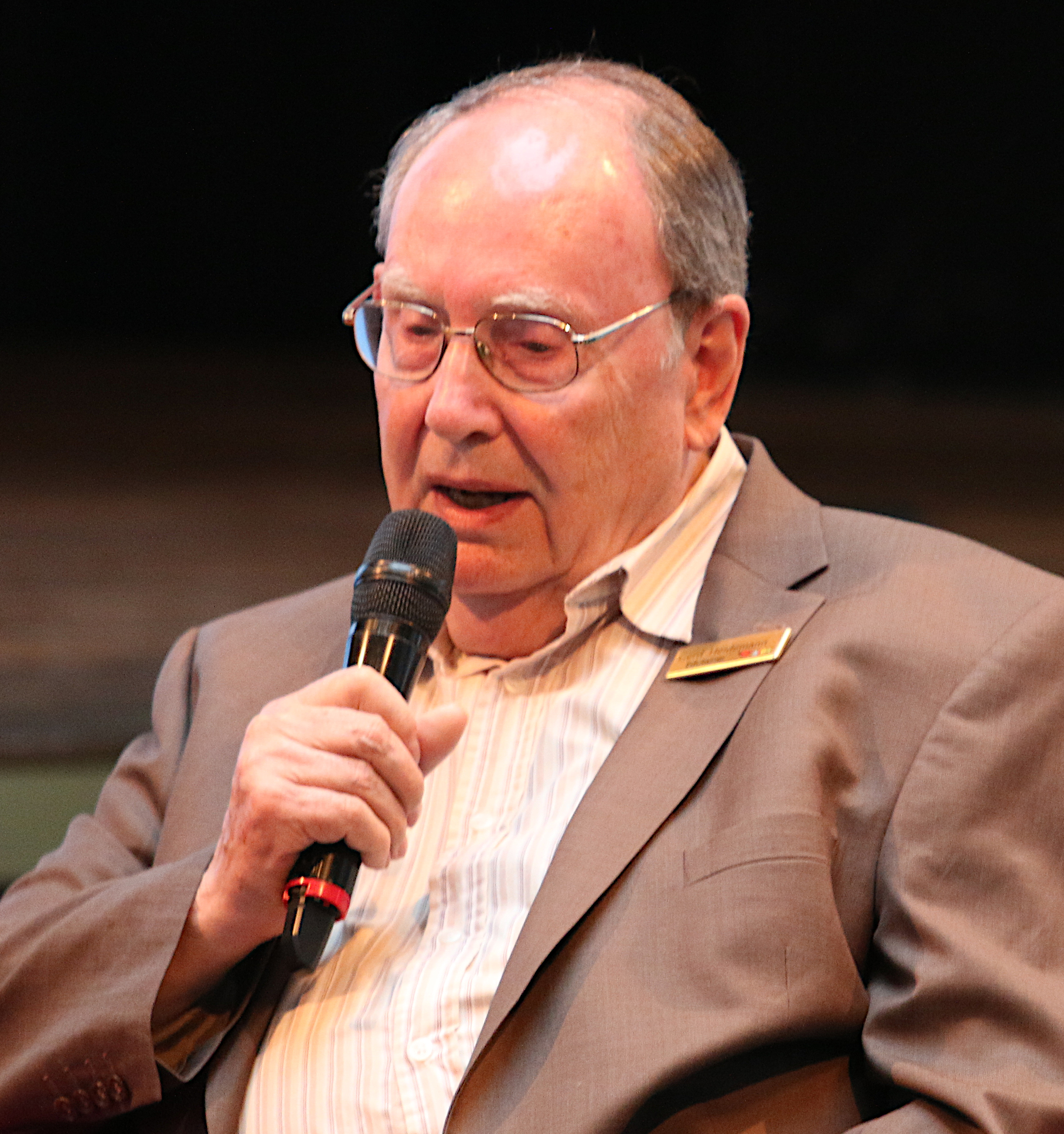
Gerd Heidemann im Juni 2017

Gerd Heidemann (* 4. Dezember 1931 in Altona als Gerd Eiternick; † 9. Dezember 2024 in Hamburg) war ein deutscher Reporter und Journalist. Er kaufte 1983 für das Magazin Stern die „Hitler-Tagebücher“, die sich bald nach der Publikation als Fälschungen von Konrad Kujau herausstellten.

## Leben
Gerd Heidemann wurde als unehelicher Sohn des kaufmännischen Angestellten Johannes Schurbohm und von Martha Eiternick geboren. Im Juli 1935 heiratete seine Mutter Rolf Heidemann, einen Beamten der Wasserschutzpolizei, der ihn adoptierte. Als Kind war Heidemann Mitglied des Jungvolks in der Hitlerjugend.
Als Reporter für den Stern berichtete Heidemann von vielen Kriegsschauplätzen (Biafra, Angola, Mosambik, Burundi, Guinea-Bissau, Uganda, Kongo) und rettete dem Kriegsreporter Randolph Braumann und 16 weiteren Geiseln 1970 beim Schwarzen-September-Aufstand in Amman das Leben. Über seine – mittlerweile umstrittenen – Recherchen zu B. Traven publizierte er 1977 das Buch Postlagernd Tampico. Aus den Recherchen heraus entstand bereits 1967 das fünfteilige Fernseh-Doku-Drama Im Busch von Mexiko – Das Rätsel B. Traven (Regie Jürgen Goslar), in dem Heidemann sich selbst spielt.
Bekannt wurde Heidemann durch die Berichterstattung über Siegfried Müller, bekannt als „Kongo-Müller“, während der Operation Tshuapa zusammen mit dem Stern-Reporter Ernst Petry; die Tonbandaufnahmen wurden zuerst für eine Artikelserie im Stern genutzt und später an den DDR-Filmemacher Walter Heynowski verkauft, der aus dem Material den Dokumentarfilm Kommando 52 montierte, der am 15. November 1965 auf dem Internationalen Leipziger Festival für Dokumentar- und Animationsfilm uraufgeführt wurde.
Von 1976 bis 1981 führte Heidemann eine Beziehung mit Edda Göring, der Tochter Hermann Görings.
1979 hielt sich Heidemann längere Zeit in Südamerika auf, um Josef Mengele und Martin Bormann zu finden. Unterstützung erfuhr er durch den ehemaligen SS-General Karl Wolff. Daraus ergab sich eine Freundschaft. In der Folgezeit war Heidemann Wolffs Sekretär. Wolff sagte, dass er ihm dabei helfen solle, Erinnerungslücken zu schließen, „um seine Memoiren schreiben zu können.“ Heidemann und Wolff reisten zu mehreren NS-Größen, unter anderem zu Walther Rauff und Klaus Barbie. Die Reise unternahm Heidemann auch als verdeckte Mission. Wie schon früher übergab er Informationen über NS-Verbrecher an den Mossad.
Nach seinem Ausscheiden beim Stern im Jahr 1983 und der Strafverbüßung (s. nächster Abschnitt) zog er sich aus der Öffentlichkeit zurück. Seine weiteren Lebensjahre verbrachte er als Rentner und bezog Sozialhilfe. Im Jahr 2008 betrugen Heidemanns Steuerschulden mehrere hunderttausend Euro. Heidemann führte in seiner Wohnung ein Privatarchiv, mit dem er sich um sein Lebenswerk bemühte.
Er starb fünf Tage nach seinem 93. Geburtstag am 9. Dezember 2024 in Hamburg.

## Hitler-Tagebücher
Gerd Heidemann – er verdiente Anfang der 1980er Jahre beim Stern 10.500 DM im Monat – präsentierte am 25. April 1983 auf einer Pressekonferenz seinen „Sensationsfund“. Drei Tage später begann der Stern mit dem Teilabdruck der Tagebücher. Heidemann hatte die Tagebücher von Konrad Kujau bekommen. Nach Aufdeckung des Skandals um die gefälschten Hitler-Tagebücher wurde Heidemann vom Stern entlassen und nach einer Strafanzeige des Stern-Gründers Henri Nannen unter dem Verdacht des Betruges verhaftet. Er wurde im Juli 1985 vom Landgericht Hamburg zu vier Jahren und acht Monaten Freiheitsstrafe verurteilt. Nach Auffassung des Gerichts hatte er etwa 2 Millionen DM unterschlagen. Der Verlag Gruner + Jahr, in dem der Stern erscheint, hatte Heidemann für den Erwerb der Tagebücher 9,3 Millionen Mark überlassen. Konrad Kujau behauptete vor Gericht jedoch, nur einen Teil des Geldes von Gerd Heidemann erhalten zu haben. Tonbänder, die Heidemann entlasten sollten, durften vor Gericht nicht abgespielt werden, da für die Telefonmitschnitte keine richterliche Genehmigung vorlag. Sein Antrag auf Revision wurde 1986 ohne Begründung abgelehnt. Die Strafe verbüßte Heidemann im offenen Vollzug und beteuerte bis zu seinem Lebensende seine Unschuld.
In der satirischen Verfilmung Schtonk! wird die Heidemann entsprechende Rolle des Skandalreporters Hermann Willié von Götz George gespielt. Heidemann selbst übernahm zwei Statistenrollen, die jedoch beide nicht in der Kinoversion zu sehen sind. In der britischen Fernsehserie Hitler zu verkaufen, die auf dem Sachbuch von Robert Harris basiert, wird Heidemann von Jonathan Pryce dargestellt. In der sechsteiligen TV-Adaption Faking Hitler (2020) wird Heidemann von Lars Eidinger verkörpert.

## Carin II
Am 28. Januar 1973 kaufte Heidemann die Luxusyacht Carin II (damals Theresia), die früher Hermann Göring gehört hatte. Heidemann versuchte, sie mit erheblichem finanziellen Aufwand bei gleichzeitiger Modernisierung wieder in ihren ursprünglichen Bauzustand zu versetzen. Bis 1985 investierte Heidemann nach eigenen Angaben gut eine Million Mark.
Auf ihr empfing er zahlreiche prominente Künstler, Politiker, Persönlichkeiten der Zeitgeschichte und Journalisten. Die letzten Gäste an Bord waren Anfang April 1981 Vertreter des Verlags Gruner + Jahr sowie der Ressortleiter des Stern für Zeitgeschichte, Thomas Walde. Hintergrund des Treffens war der Fund der angeblichen Hitler-Tagebücher und ihre geplante Veröffentlichung. Nach seiner Verurteilung war Heidemann finanziell nicht mehr in der Lage, die Yacht zu unterhalten. Sie wurde daher im August 1985 von der Deutschen Bank zwangsversteigert und für 270.000 Mark an den ägyptischen Geschäftsmann Mustafa Karim verkauft.

## Stasi-Beschuldigungen
2002 wurden im Nachrichtenmagazin Der Spiegel gegen Heidemann Vorwürfe erhoben, er sei unter dem Decknamen „Gerhard“ 33 Jahre lang Informant des Ministeriums für Staatssicherheit gewesen. Heidemann räumte ein, dass er 1953 von einem Stasi-Offizier angesprochen wurde, als er in Ost-Berlin ein Visum zu den Weltjugendfestspielen in Bukarest beantragte. Nach seiner Rückkehr in Hamburg habe er diesen Vorgang dort sofort dem Verfassungsschutz gemeldet. „Der Präsident des Landesamtes bat mich, die Verbindung zur Stasi zu halten. Auch das Bundesamt für Verfassungsschutz wurde hinzugezogen sowie die Engländer.“

## Die Barbie-Bänder
Nach Heidemanns Tod wurde seine Dokumentensammlung zum Zweiten Weltkrieg von der Hoover Institution Library and Archives der Stanford University erworben. Sie enthielt unter anderem neun bisher unveröffentlichte Tonbänder eines Treffens zwischen Klaus Barbie und Karl Wolff im Jahr 1979, in dem beide offen über ihr Handeln während der Nazizeit sprachen. Die Tonaufnahmen und Fotos des Treffens stammen von Heidemann. Im Mai 2025 zeigte die niederländische Fernsehdokumentation De Barbie Tapes die Entstehung der Bänder, das Leben einiger Kriegsverbrecher nach dem Krieg und spielte die wichtigsten Zitate aus dem Treffen zwischen Barbie und Wolff ab.

## Preise und Auszeichnungen
- 1965: World Press Photo, 1. Platz in der Kategorie Photo Stories;[18] Fotoreportage Kongo

## Werke
- Postlagernd Tampico – Die abenteuerliche Suche nach B. Traven. Blanvalet, München 1977, ISBN 3-7645-0591-5.

## Filme
- Hitler zu verkaufen (Selling Hitler), fünfteilige britische Fernsehserie von 1991 auf der Grundlage des gleichnamigen Sachbuchs von Robert Harris mit Jonathan Pryce in der Rolle Heidemanns.
- Schtonk!, satirischer Spielfilm von Helmut Dietl aus dem Jahr 1992 mit Schwerpunkt auf die „Hitler-Tagebücher“. Die Akteure sind dabei namentlich unter Pseudonym aufgeführt, so auch Heidemann (gespielt von Götz George). Der Film erreichte eine Oscarnominierung als bester fremdsprachiger Film.
- Faking Hitler, sechsteilige TV-Serie über die Hitler-Tagebücher aus dem Jahr 2021 von RTL+ mit Lars Eidinger in der Rolle des Gerd Heidemann.[19]

## Podcast
- Faking Hitler – der Podcast, zehnteiliger Podcast über die Hitler-Tagebücher aus dem Jahr 2019 mit Originaltonbandaufnahmen von Gerd Heidemann.[20]